# José Barata-Moura
José Adriano Rodrigues Barata-Moura GOSE (Lisboa, 26 de Junho de 1948) é um filósofo, compositor, cantautor e político português.

## Biografia
Fez os estudos pré-universitários em França e obteve na Faculdade de Letras da Universidade de Lisboa, a licenciatura (1970) e o doutoramento (1980) em Filosofia.
Antigo reitor da Universidade de Lisboa, entre 1998 e 2006, é professor catedrático da Faculdade de Letras dessa universidade, desde 1986, onde foi também presidente do Conselho Directivo, de 1981 a 1982. Membro de várias sociedades científicas, foi presidente da Internationale Gesellschaft für dialektische Philosophie, de 1996 a 2000. É membro do Conselho de Administração do Portal Universia Portugal, desde 2002.
Barata-Moura deu-se a conhecer também como cantor de intervenção. Em 1970 cantou pela primeira vez na televisão, no programa Zip-Zip, apresentando a música Ballade du Bidonville, cuja tradução foi interdita pela censura. Popularizou-se como cantor infantil, sendo autor de músicas célebres como Joana come a papa, Olha a bola Manel e o Fungagá da Bicharada.
José Barata Moura é uma personalidade rara, pela inteligência fulgurante, conhecimentos e capacidade de os comunicar a qualquer público, por menos informado que este seja. Mas é sobretudo pela sua extraordinária integridade intelectual que ele é talvez incomparável.
É militante do Partido Comunista Português, tendo sido mandatário nacional da candidatura presidencial de Francisco Lopes, em 2011.

## Reconhecimento
A 30 de Janeiro de 2006 foi feito Grande-Oficial da Ordem Militar de Sant'Iago da Espada, pelo então presidente da República Portuguesa Jorge Sampaio.
Dois anos mais tarde, em 2008, foi eleito membro correspondente da Academia das Ciências de Lisboa (Classe de Letras), tendo passado a efectivo em 2013.
Foi homenageado na edição de 2021 da Filo-Lisboa, co-organizada pelo Goethe-Institut Portugal, Institut Français du Portugal e pelo Teatro São Luiz (Lisboa).

## Livros Publicados
É autor dos livros:
- Kant e o conceito de Filosofia, Lisboa, Sampedro, 1972.
- Da redução das causas em Aristóteles, Lisboa, FUL, 1973.
- Estética da canção política, Lisboa, Horizonte, 1977.
- Totalidade e contradição, Lisboa, Horizonte, 1977.
- O coelho barafunda, Lisboa, Horizonte, 1977.
- Ideologia e Prática, Lisboa, Caminho, 1978.
- EPISTEME. Perspectivas gregas sobre o saber. Heraclito-Platão-Aristóteles, Lisboa, ed. de autor (distrib. Cosmos), 1979.
- Para uma crítica da "Filosofia dos valores", Lisboa, Horizonte, 1982.
- Da representação à "práxis", Lisboa, Caminho, 1986.
- Ontologias da "práxis", e idealismos, Lisboa, Caminho, 1986.
- A "realização da razão" - um programa hegeliano?, Lisboa, Caminho, 1990.
- Marx e a crítica da "Escola Histórica do Direito", Lisboa, Caminho, 1994.
- Prática, Lisboa, Colibri, 1994.
- Materialismo e subjectividade, Lisboa, Avante, 1998.
- Estudos de Filosofia Portuguesa, Lisboa, Caminho, 1999.
- O Outro Kant, Lisboa, Centro de Filosofia da Universidade de Lisboa, 2007.
- Estudos sobre a Ontologia de Hegel. Ser, Verdade, Contradição, Edições «Avante!», Lisboa, 2010.
- Sobre Lénine e a Filosofia. A Reivindicação de uma Ontologia Materialista Dialéctica com Projecto, Edições «Avante!», Lisboa, 2010.
- Filosofia em "O Capital". Uma aproximação. Edições «Avante!», Lisboa, 2013
- Três Ensaios em Torno do Pensamento Político e Estético de Álvaro Cunhal. Edições «Avante!», Lisboa, 2014
- Marx, Engels e a Crítica do Utopismo, Edições «Avante!», Lisboa, 2015
- Ontologia e Política. Estudos em torno de Marx II. Edições «Avante!», Lisboa, 2017
- As Teses das «Teses». Para um exercício de leitura. Edições «Avante!», Lisboa, 2018
- Contexturas e Texturas. Sobre o Anti-Duhring de Engels. Edições «Avante!», Lisboa, 2020

## Discografia Seleccionada
Entre a sua discografia encontram-se:

#### Álbuns
- José Barata Moura, Zip Zip, 1973
- Caridadezinha, Orfeu, 1973
- Fungagá da Bicharada, Zip Zip, 1976
- Canções Infantis, Zip Zip, Diapasão, 1976
- A Valsa da Burguesia, Zip Zip, 1976
- A Mudança do Macaco Zacarias, Diapasão, 1977
- A Direita da Tendência, Diapasão, 1977
- A Banhoca do Penteado no Passeio, Diapasão, 1980
- A Rumba da Bomba, Diapasão, 1980
- A Charanga do Zé, Diapasão, 1981
- Ai Se a Lua..., Diapasão, 1984
- Os Trapalhonços, Diapasão, 1984
- Joana Come a Papa, Strauss-Música e Video, 1993[16]

#### Singles e EPs
- Olha a Bola, Manel, Zip Zip, 1970
- Bidonville, Zip Zip, 1970
- Vamos Brincar à Caridadezinha, Zip Zip, 1973
- Apelo às Mulheres na Revolução - No Ano Internacional da Mulher, Guilda da Música, 1975
- Cravo Vermelho ao Peito, Zip Zip, 1975
- Joana Come a Papa, Zip Zip, 1975
- Cantiga do Passeio/ Peão Verde ou Encarnado/ As Desventuras do Rabanete Saltitão/ A Cantiga da Lagarta, Diapasão 1979
- John Cópinho, Diapasão, 1983
- Canções Infantis, Diapasão, s/d
- A Banhoca da Rita e do André, Zip Zip, s/d
- A Cidade do Penteado, Diapasão, s/d
- Fungagá da Bicharada, Zip Zip, s/d

#### Compilações
- Obra Infantil Completa de José Barata Moura, 4 CDs, CNM, 2005
- Canção de Intervenção - Obra Completa Publicada, 3 CDs, Edições Avante, Companhia Nacional de Música, S.A., Movieplay, 2011
- Canto & Autores nº 12, Levoir/Público, 2014